# Oz (série télévisée)
Pour les articles homonymes, voir Oz.
Oz est une série télévisée américaine dramatique en 56 épisodes d'environ 55 minutes créée par Tom Fontana et diffusée entre le 12 juillet 1997 et le 23 février 2003 sur HBO.
En France, la série a été diffusée entre le 9 décembre 1998 et le 12 mars 2004 sur Série Club, puis du 11 septembre 2002 au 18 décembre 2002 sur M6.

## Synopsis
Oz est le surnom de la prison de haute sécurité de niveau 4 Oswald State Correctional Facility. En son sein se trouve Emerald City (le plus souvent simplement appelée « Em City »), unité pilote créée par Tim McManus, où se côtoient les plus violents criminels. Le but est de favoriser les interactions sociales entre détenus. Majoritairement destinée aux criminels les plus endurcis, Em City a été conçue pour favoriser leur réinsertion en leur laissant une grande liberté de mouvement, afin de leur réapprendre la vie en société par les relations entretenues avec les autres prisonniers, et en leur confiant des responsabilités comme la gestion de la restauration, l'entretien de l'enceinte ou la distribution du courrier.
Em City est le fruit de l'esprit idéaliste de McManus, qui voudrait réinsérer les détenus les plus « irrécupérables ». Mais la réalité s'avère bien éloignée de son idéal, car la liberté offerte à des prisonniers déjà violents rend les conflits et les violences morales et physiques d'autant plus présentes. À Oz règne un climat de peur, de haine, de violence et de mort.

## Distribution

### Personnages principaux
| Interprète               | Personnage                                               | Principal     | Récurrent     | Voix française   |
| ------------------------ | -------------------------------------------------------- | ------------- | ------------- | ---------------- |
| Ernie Hudson             | Leo Glynn                                                | Saisons 1 à 6 |               | Daniel Beretta   |
| Terry Kinney             | Tim McManus                                              | Saisons 1 à 6 |               | Joël Martineau   |
| Dean Winters             | Ryan O'Reilly                                            | Saisons 1 à 6 |               | Lionel Melet     |
| Kirk Acevedo             | Miguel Alvarez                                           | Saisons 1 à 6 |               | Franck Tordjman  |
| Lee Tergesen             | Tobias Beecher                                           | Saisons 1 à 6 |               | Thierry Mercier  |
| Harold Perrineau Jr      | Augustus Hill                                            | Saisons 1 à 5 | Saison 6      | Greg Germain     |
| Eamonn Walker            | Kareem Saïd, activiste politique musulman afro-américain | Saisons 1 à 5 | Saison 6      | Antoine Tomé     |
| J. K. Simmons            | Vernon Schillinger                                       | Saisons 2 à 6 | Saison 1      | Bruno Devoldère  |
| Rita Moreno              | Sœur Pete Reimondo                                       | Saisons 2 à 6 | Saison 1      | Évelyn Séléna    |
| Adewale Akinnuoye-Agbaje | Simon Adebisi                                            | Saisons 3 à 4 | Saisons 1 à 2 | Philippe Catoire |

### Personnages secondaires et récurrents
| Interprète                           | Personnage                                                                                | Récurrent            | Voix française           |
| ------------------------------------ | ----------------------------------------------------------------------------------------- | -------------------- | ------------------------ |
| B. D. Wong                           | Ray Mukada                                                                                | Saisons 1 à 6        | Antoine Nouel            |
| Lauren Vélez                         | Gloria Nathan                                                                             | Saisons 1 à 6        | Maïk Darah               |
| Zeljko Ivanek                        | James Devlin                                                                              | Saisons 1 à 6        | Érik Colin               |
| MuMs da Schemer                      | Arnold Jackson                                                                            | Saisons 1 à 6        | Frédéric Norbert         |
| George Morfogen                      | Bob Rebadow                                                                               | Saisons 1 à 6        | Paul Bisciglia           |
| Granville Adams                      | Zahir Arif                                                                                | Saisons 1 à 6        | Olivier Korol            |
| J. D. Williams                       | Kenny Wangler                                                                             | Saisons 1 à 4        | Pascal Grull             |
| Edie Falco                           | Diane Whittlesey                                                                          | Saisons 1 à 3        | Dominique Dumont         |
| Sean Whitesel                        | Donald Groves                                                                             | Saison 1             | Thierry Ragueneau        |
| Tony Musante                         | Nino Schibetta                                                                            | Saison 1             | Hervé Jolly              |
| Leon Robinson                        | Jefferson Keane                                                                           | Saison 1             | Jérôme Keen              |
| Jon Seda                             | Dino Ortolani                                                                             | Saison 1             | François Leccia          |
| Rick Fox                             | Jackson Vahue                                                                             | Saisons 1 et 4 à 6   | Pierre-François Pistorio |
| Eddie Malavacra                      | Peter Schibetta                                                                           | Saisons 2-3 et 5-6   | Philippe Valmont         |
| Tom Mardirosian                      | Agamemnon « Aggie » Busmalis, cambrioleur greco-américain                                 | Saisons 2 à 6        | Christian de Smet        |
| Christopher Meloni                   | Christopher « Chris » Keller, tueur en série                                              | Saisons 2 à 6        | Jérôme Rebbot            |
| Scott William Winters                | Cyril O'Reilly                                                                            | Saisons 2 à 6        | Jean-François Pagès      |
| Chuck Zito                           | Chucky Pancamo                                                                            | Saisons 2 à 6        | Patrick Laplace          |
| Evan Seinfeld                        | Jaz Hoyt                                                                                  | Saisons 2 à 6        | Marc Bretonnière         |
| Otto Sanchez                         | Carmen Guerra                                                                             | Saisons 2 à 6        | Alexis Victor            |
| Sean Dugan                           | Timmy Kirk                                                                                | Saisons 2 et 4 à 6   | Axel Kiener              |
| Austin Pendleton                     | William Giles                                                                             | Saisons 2 à 4        | René Morard              |
| Kathryn Erbe                         | Shirley Bellinger                                                                         | Saisons 2 à 4        | Anne Rondeleux           |
| Luis Guzmán                          | Raoul Hernandez                                                                           | Saisons 2 à 4        | Thierry Buisson          |
| Mark Margolis                        | Antonio Nappa                                                                             | Saisons 2 à 3        | Pierre Bonzans           |
| R. E. Rodgers                        | James Robson                                                                              | Saisons 2 à 6        | Didier Cherbuy           |
| Robert Clohessy                      | Sean Murphy                                                                               | Saisons 3 à 6        |                          |
| Kevin Conway                         | Seamus O'Reilly                                                                           | Saisons 3 à 6        |                          |
| Philip Casnoff                       | Nikolai Stanislofsky                                                                      | Saisons 3 à 4        | José Luccioni            |
| Seth Gilliam                         | Clayton Hughes                                                                            | Saisons 3 à 4        |                          |
| Charles Busch                        | Nat Ginzburg                                                                              | Saisons 3 à 4        |                          |
| David Zayas                          | Enrique Morales                                                                           | Saisons 4 à 6        |                          |
| Michael Wright                       | Omar White                                                                                | Saisons 4 à 6        |                          |
| Anthony Chisholm                     | Burr Redding                                                                              | Saisons 4 à 6        |                          |
| Betty Buckley                        | Suzanne Fitzgerald                                                                        | Saisons 4 à 6        |                          |
| Blake Robbins                        | Dave Brass                                                                                | Saisons 4 à 6        |                          |
| Luke Perry                           | Jeremiah Cloutier                                                                         | Saisons 4 à 5        |                          |
| Reg E. Cathey                        | Martin Querns                                                                             | Saison 4             |                          |
| Erik King                            | Moses Deyell                                                                              | Saison 4             |                          |
| Lance Reddick                        | Johnny Basil / Desmond Mobay                                                              | Saison 4             |                          |
| Lord Jamar                           | Supreme Allah                                                                             | Saison 4             |                          |
| Joel Grey                            | Lemuel Idzik                                                                              | Saison 6             |                          |
| Bobby Cannavale                      | Alonzo Torquemada                                                                         | Saison 6             |                          |
| Stephen Gevedon                      | Scott Ross, leader des bikers et dealer                                                   | Saison 1             |                          |
| Christopher Rivera                   | Jaime Velez (« Tête cognée »), fait partie du gang des Latinos d'« El Norte »             | Saison 5             |                          |
| Goodfella Mike G                     | Joey D'Angelo, fait partie du gang mené par Dino Ortolani                                 | Saison 1 à saison 5  | Vincent Barazzoni        |
| Zakes Mokae                          | Kipekemie Jara, marabout Nigérian                                                         | Saison 2             |                          |
| Artel Jarod Walker & Derrick Simmons | Billie Keane, gangster afro-américain proche des Homeboys                                 | Saison 1             |                          |
| Will Cote                            | William Cudney, meurtrier, prisonnier et condamné à perpétuité                            | Saison 3             |                          |
| Treach                               | Malcolm Coyle, dit « Snake », criminel afro-américain faisant partie du gang des Homeboys | Saison 3             |                          |
| Brian Smyj                           | Alexander Vogel (russe : Александр Bогель), meurtrier juif russe                          | Saison 2             |                          |
| Michael Quill                        | Mark Miles, prisonnier ayant perpétré les meurtres de ses conjointes et de ses enfants    | Saison 4             |                          |
| Peter Francis James                  | Jahfree Neema, militant politique afro-américain ayant fait partie des Black Panthers     | Saison 6             |                          |
| Joshua Harto                         | Carl Jenkins, fait partie du groupe néonazi de la confrérie des Aryens                    | Saison 4             |                          |
| Kristin Rohde                        | Claire Howell, gardienne de prison                                                        | Saisons 3, 4, 5 et 6 |                          |
| O. L. Duke                           | Paul Markstrom, policier infiltré dans le gang des Homeboys                               | Saison 1             |                          |
| Brian Tarantina                      | Ronald Poklewaldt, incendiaire criminel et toxicomane                                     | Saison 1             |                          |
| LL Cool J                            | Jiggy Walker, meurtrier afro-américain affilié aux Homeboys                               | Saison 2             |                          |

## Épisodes

### Première saison (1997)
1. Routine carcérale (The Routine)
2. Visite conjugale (Visits, Conjugal and Otherwise)
3. Dans la confidence des Dieux (God's Chillin')
4. Peine capitale (Capital P)
5. Vivre sainement (Straight Life)
6. À ta santé (To Your Health)
7. Plan B (Plan B)
8. Partie de dames (A Game of Checkers)

### Deuxième saison (1998)
1. L'Indice (The Tip)
2. Tribus ancestrales (Ancient Tribes)
3. De grands hommes (Great Men)
4. Sans appel (Losing Your Appeal)
5. Histoire de famille (Family Bizness)
6. Lits jumeaux (Strange Bedfellows)
7. La Ferme des animaux (Animal Farm)
8. S'évader d'Oz (Escape from Oz)

### Troisième saison (1999)
1. La Vérité et rien que ça (The Truth and Nothing But…)
2. Les Parties intimes de Napoléon (Napoleon's Boney Parts)
3. À toutes jambes (Legs)
4. Catastrophes contre nature (Unnatural Disasters)
5. Lettre piégée (U.S. Male)
6. Châtiments inhumains (Cruel and Unusual Punishments)
7. Identités secrètes (Secret Identities)
8. Compte à rebours (Out o’ Time)

### Quatrième saison (2000-2001)
1. Ni queue ni tête (A Cock and Balls Story)
2. Nécrologie (Obituaries)
3. La Déclaration des injustices (The Bill of Wrongs)
4. Actes de charité (Works of Mercy)
5. Matière grise (Gray Matter)
6. Un bon conseil (A Word to the Wise)
7. Une ville sans pitié (A Town Without Pity)
8. Misez votre vie (You Bet Your Life)
9. Médiocres Médias (Medium Rare)
10. Conversions (Conversions)
11. La vengeance est douce (Revenge is Sweet)
12. À la pointe du couteau (Cuts Like a Knife)
13. Avis de tempête (Blizzard of '01)
14. Orphée aux enfers (Orpheus Descending)
15. Égalisation (Even the Score)
16. Dernières paroles (Famous Last Words)

### Cinquième saison (2002)
1. Aller simple (Visitation)
2. Les Lois de la gravité (Laws of Gravity)
3. Faites de beaux rêves (Dream a Little Dream of Me)
4. Cap sur le Valhalla (Next Stop: Valhalla)
5. La Roue de la fortune (Wheel of Fortune)
6. Variété (Variety)
7. Bonnes Intentions (Good Intentions)
8. Impuissances (Impotence)

### Sixième saison (2003)
1. Les morts ont la parole (Dead Man Talking)
2. Sens dessus dessous (See No Evil, Hear No Evil, Smell No Evil)
3. Symphonie carcérale (Sonata de Oz)
4. Manque de communication (A Failure to Communicate)
5. Pardon (4 Giveness)
6. Tranche de mort (A Day in the Death…)
7. Déchets et Ordures (Junkyard Dawgs)
8. Rideau ! (Exeunt Omnes)

## Distinctions
Oz a reçu au total 14 récompenses et 53 nominations.

### Récompenses
- Satellite Award de la meilleure série télévisée dramatique en 1999

### Nominations
- Satellite Award de la meilleure série télévisée dramatique en 2000